# Шапка алтабасная

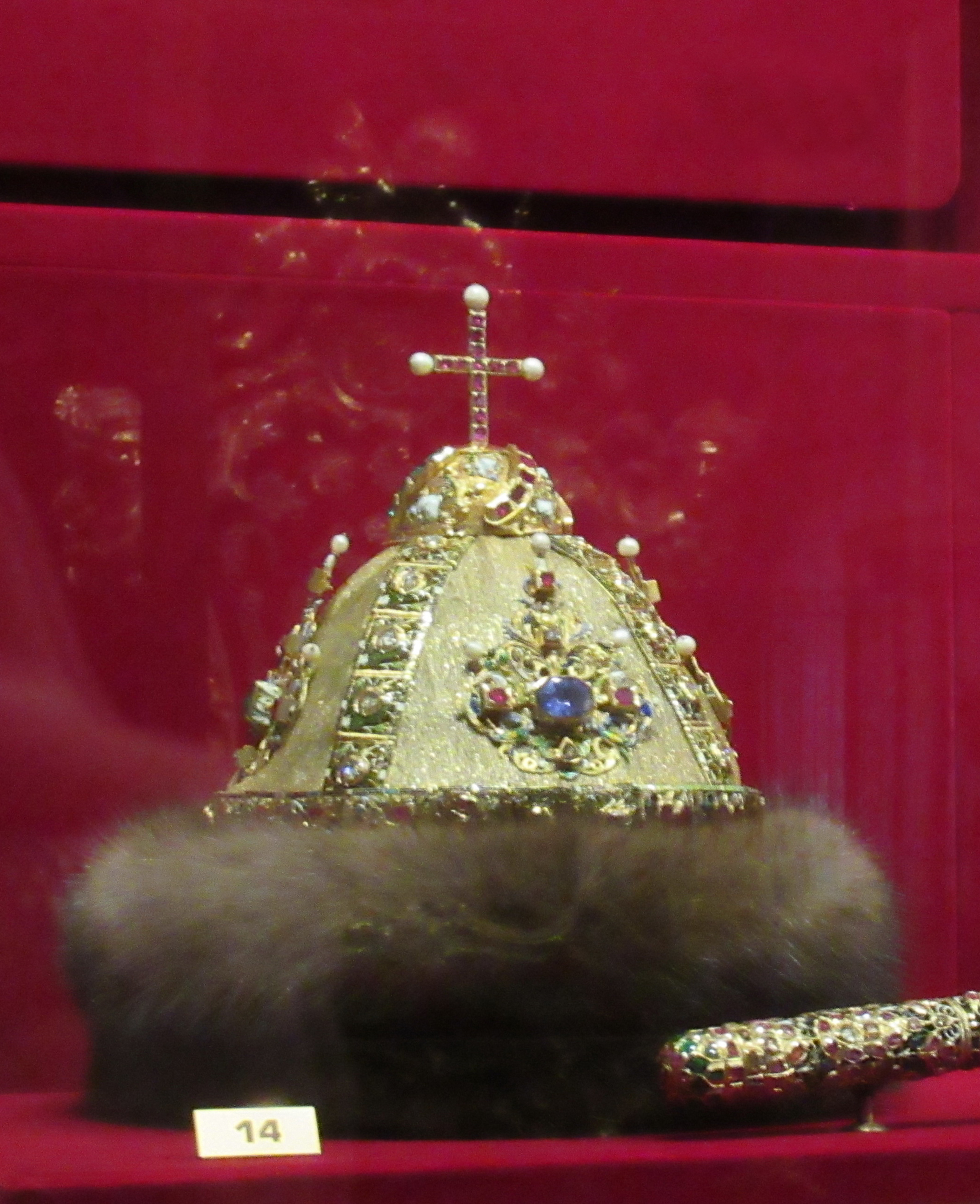
Шапка алтабасная

Шапка алтабасная («Сибирская») царя Ивана V Алексеевича — одна из русских государственных регалий, царских шапок.
Изготовлена в 1684 году. Алтабасная — то есть из золотой ткани. Для украшения Алтабасной шапки использовались украшения, снятые с Алмазной шапки Фёдора Алексеевича.
В украшениях использовались: алмазы, яхонты, изумруды, зёрна гурмыцкие.
В описной книге 1689 года называется Шапкой третьего наряда. В описи 1702 года оценивается в 909 рублей.
В настоящее время входит в собрание экспонатов Оружейной палаты Московского кремля.
Изображение алтабасной шапки венчает герб царства Сибирского в Большом государственном гербе Российской империи.

### Описание
По описной книге 1689 г. она описана следующим образом:

«Шапка третьего наряду, запоны и дуги нашиты по алтабасу. Нижней венец запоны яхонты червчатые; в том же венце напереди две запоны, а в них по алмазу. В дугах двадцать запон, а в них по алмазу; да промеж дуг четыре запоны; в первой запоне два яхонта червчаты, два алмаза, два изумруда, да пять зерен гурмицких, на спнях. В другой в средине изумруд, по сторонам два алмаза, три яхонта червчатых, три зерна гурмицких на спнях. В третьей в средине яхонт лазоревой, по сторонам два алмаза, три яхонта червчатых, три зерна гурмицких на спнях. На четвёртой в средине изумруд, по сторонам два алмаза, три яхонта червчатых, три зерна гурмицких на спнях. На верху яблоко золотое, на нем десять яхонтов червчатых, десять изумрудов. На яблоке крест золотой с яхонты, да три зерна гурмицких. Под крестом изумруд сквозной». В настоящем состоянии алтабасной шапки недостает против этого описания двух бурмицких зерен на первой запоне и бывшего под крестом сквозного изумруда, который, без сомнения, снят на шапку первого наряда. В описи 1702 г. цена алтабасной шапки — 909 рублей.